# Black Eagle (Montana)
Black Eagle es un lugar designado por el censo ubicado en el condado de Cascade en el estado estadounidense de Montana. En el Censo de 2010 tenía una población de 904 habitantes y una densidad poblacional de 201,99 personas por km².

## Geografía
Black Eagle se encuentra ubicado en las coordenadas 47°31′41″N 111°15′34″O / 47.52806, -111.25944. Según la Oficina del Censo de los Estados Unidos, Black Eagle tiene una superficie total de 4.48 km², de la cual 4.01 km² corresponden a tierra firme y (10.42%) 0.47 km² es agua.

## Demografía
Según el censo de 2010, había 904 personas residiendo en Black Eagle. La densidad de población era de 201,99 hab./km². De los 904 habitantes, Black Eagle estaba compuesto por el 85.73% blancos, el 1.11% eran afroamericanos, el 4.65% eran amerindios, el 0.55% eran asiáticos, el 0% eran isleños del Pacífico, el 1.22% eran de otras razas y el 6.75% pertenecían a dos o más razas. Del total de la población el 4.09% eran hispanos o latinos de cualquier raza.